# Priznanje (roman)
Priznanje (v izvirniku The Confession) je pravniški roman, ki ga je leta 2010 napisal John Grisham.

## Zgodba
Leta 1998 je Travis Boyette v Slonu (Teksas) ugrabil, posilil in umoril 19. let staro gimnazijsko navijačico Nicole Yarber. Njeno truplo je zakopal v gozdovih pri mestu Joplin, Misuri. Policija ni za njo našla nikakršnih sledi in je zato priznanje izsilila iz črnskega 19. letnika Dontéja Drumma, ki je bil žrtvin prijatelj. Na sodišču je proti njemu zaradi ljubosumnosti krivo pričal Joey Gamble, ki je izjavil, da je v času Nicolinega izginotja videl Dontéjev avto, ki se je vozil "sumljivo" počasi. Dontéja Drumma je dvanajst članska bela porota obsodila na smrt, čeprav niso nikoli našli trupla, dokazi pa so bili sporni, lažni ali pa izsiljeni. Njegov odvetnik, Robbie Flak, se je devet let trudil, da bi ga spravil iz zapora, vendar mu ni uspelo. 
Nekaj dni pred njegovo usmrtitvijo pa se je pravi morilec, Travis Boyette, odločil, da prizna svojo krivo in tako reši nedolžno življenje. Odšel je do protestantskega pastorja v mestu Kansas, Keitha Schroederja in mu povedal, da ima tumor in umira. Preden umre pa bi rad rešil nedolžno življenje. Pastor mu je verjel in skupaj sta odšla prostu mestu Slone. Tam sta se srečala z Robbijem Flakom in njegovo ekipo. Le nekaj ur pred usmrtitvijo so vložili Travisovo izjavo, da je on morilec, vendar jih ni nihče poslušal. Prav tako so dobili izjavo Joeya Gambla, da je na sodišču lagal, toda bili zgolj nekaj minut prepozni in zamudili rok za oddajo pritožb. Tako je bil Donté Drumm usmrčen z injekcijo. 
Naslednji dan so se Robbijeva skupina, Keith ter Travis odpravili iskat truplo. Po več urah jih je Boyette pripeljal do kraja kjer je pokopal Nicole. V kovinskem zaboju so bile kosti, njena obleka in dokumenti. S preiskavami so potrdili, da je to res Nicole, prav tako pa so našli Travisov DNK. Donté Drumm je bil oproščen vseh obtožb, družina pa je dobila milijon dolarjev.

## Osebe
- Donté Drumm, po nedolžnem na smrt obsojeni in usmrčeni fant
- Travis Boyette, resnični morilec Nicole Yarber
- Robbie Flak, Dontéjev odvetnik
- Keith Schroeder, protestantski pastor, ki je pripeljal Travisa v Slone
- Roberta Drumm, Dontéjeva mama
- Nicole Yarber, dekle, ki jo je Travis Boyette ugrabil, posilil in ubil
- Joey Gamble, fant, ki je krivo pričal proti Dontéju Drummu
- Reeva Yarber, Nicolina mama
- Elias Henry, sodnik, ki je bil v velikih dvomih o obsodbi in delu sodnice Vivian Grale
- Drew Kerber, detektiv v primeru izginotja Nicole Yarber, ki je skupaj z Paulom Koffeejem izsilil Dontéjevo priznanje
- Paul Koffee, tožilec v primeru izginotja Nicole Yarber
- Gill Newton, guverner Teksasa